# Tittmoning
Tittmoning est une ville de Bavière (Allemagne), située dans l'arrondissement de Traunstein, dans le district de Haute-Bavière.
Sur la rive gauche de la Salzach, face à l'Autriche, Tittmoning a conservé des vestiges de ses fortifications du Moyen Âge et un château qui fut l'une des résidences des princes-archevêques de Salzbourg. C'est en ce château que furent internés des officiers lors de la Seconde Guerre mondiale dans l'Oflag VII-C/Z.
C'est ici que le pape Benoît XVI a passé une partie de son enfance de 1929 à 1932.